# Åke Schön
Åke Schön var en svensk fotbollsspelare som representerade Gais mellan säsongen 1938/1939 och säsongen 1942/1943. Han spelade sammanlagt 40 seriematcher för föreningen (5 mål), och var med och vann svenska cupen 1942. Han spelade även bandy för Uddens IF.